# Oleksandr Shcherbyna
Oleksandr Shcherbyna (en russe : Александр Щербина ; né le 25 janvier 1931 à Zinovievsk) est un athlète soviétique (ukrainien), spécialiste de la marche.
Il termine 4e des Jeux olympiques de 1960.